# Fiedos Awchaczow
Fiedos Michajłowicz Awchaczow (ros. Федос Михайлович Авхачёв, ur. 4 września?/17 września 1909 we wsi Moszewoje w guberni mohylewskiej (obecnie w rejonie kościukowickim w obwodzie mohylewskim), zm. 17 listopada 1993 w Moskwie) – radziecki wojskowy, major, Bohater Związku Radzieckiego (1946).

## Życiorys
Skończył 6 klas szkoły, pracował w kopalni w Śnieżnem, potem w kopalni im. Róży Luksemburg w miejscowości Kołaczewski Rudnik (obecnie w granicach Krzywego Rogu), a w 1931 w kołchozie. Od października 1931 służył w Armii Czerwonej, w maju 1932 skończył szkołę pułkową i w listopadzie 1932 kursy pancerne, został dowódcą czołgu batalionu pancernego w Białoruskim Okręgu Wojskowym, w listopadzie 1938 ukończył kursy techniczne w Smoleńsku, później był politrukiem kompanii w Zachodnim i Nadbałtyckim Specjalnym Okręgu Wojskowym. Od czerwca 1941 walczył na Froncie Północno-Zachodnim jako politruk kompanii 10 pułku czołgów 5 Dywizji Pancernej, brał udział w walkach na Litwie i Białorusi, w lipcu 1941 został politrukiem kompanii szkolnej w Moskiewskim Okręgu Wojskowym, od października 1941 do października 1942 był politrukiem kompanii we Włodzimierzu. W lutym 1943 ukończył kursy doskonalenia kadry oficerskiej przy Wojskowej Akademii Mechanizacji i Motoryzacji ewakuowanej do Taszkentu, potem pozostawał w rezerwie, od września 1943 do stycznia 1944 był zastępcą dowódcy batalionu szkolnego pułku czołgów w Gorkim (obecnie Niżny Nowogród), wiosną 1944 został skierowany do służby w ludowym WP. Od czerwca 1944 do maja 1945 dowodził batalionem czołgów 1 Brygady Pancernej im. Bohaterów Westerplatte (wchodzącej w skład 1 Frontu Białoruskiego, następnie 2 Frontu Białoruskiego), uczestniczył w operacji warszawsko-poznańskiej, pomorskiej i berlińskiej. Szczególnie wyróżnił się podczas operacji pomorskiej 28 marca 1945, gdy jego batalion jako jeden z pierwszych wdarł się do Gdyni, gdzie zniszczył 11 dział wroga i zdobył wiele sprzętu i zaopatrzenia. Po wojnie do maja 1946 służył w ludowym WP jako dowódca batalionu w stopniu majora, po powrocie do ZSRR ukończył w 1947 wyższą oficerską szkołę wojsk pancernych w Leningradzie, w lipcu 1947 zwolniono go do rezerwy, później pracował w zarządzie fabryki "Spartak" i w jednym z departamentów Ministerstwa Transportu Samochodowego i Dróg Szosowych ZSRR. W Kościukowiczach jego imieniem nazwano ulicę i ustawiono jego popiersie.

## Odznaczenia
- Złota Gwiazda Bohatera Związku Radzieckiego (15 maja 1946)
- Order Lenina (15 maja 1946)
- Order Czerwonego Sztandaru (25 marca 1945)
- Order Wojny Ojczyźnianej I klasy (11 marca 1985)
- Medal „Za zasługi bojowe” (3 listopada 1944)
- Medal „Za zwycięstwo nad Niemcami w Wielkiej Wojnie Ojczyźnianej 1941–1945”
- Medal „Za wyzwolenie Warszawy”
- Medal „Za zdobycie Berlina”
- Medal jubileuszowy „50-lecia zwycięstwa w Wielkiej Wojnie Ojczyźnianej 1941–1945”
- Medal „Weteran pracy”
- Order Krzyża Grunwaldu III klasy (Polska Ludowa)
- Krzyż Walecznych (Polska Ludowa)
- Srebrny Krzyż Zasługi (Polska Ludowa)
- Medal za Warszawę 1939–1945 (Polska Ludowa)
- Medal za Odrę, Nysę, Bałtyk (Polska Ludowa)
- Brązowy Medal „Zasłużonym na Polu Chwały” (Polska Ludowa)
- Medal Zwycięstwa i Wolności 1945 (Polska Ludowa)

I inne.